# Var är Waldo?
Var är Waldo?, även Hitta Hugo? och Var är Valle? (ursprungligen publicerad i Storbritannien som Where's Wally?) är en serie barnböcker skapad av den brittiske illustratören Martin Handford. Böckerna består av en rad detaljerade teckningar över hela uppslag som föreställer dussintals eller fler människor som gör olika roande saker på en given plats. Läsarna utmanas att hitta en figur som kallas Waldo och som är gömd i folksamlingen. Waldos distinkta röd-och-vit-randiga tröja, toppluva och glasögon gör honom något enklare att hitta, men många illustrationer innehåller villospår i form av andra röd-och-vit-randiga föremål. Senare böcker i serien innehöll också andra föremål som läsaren skulle hitta. Böckerna har också inspirerat en TV-serie, tecknad serie och flera videospel.

## Historia
Handford ombads 1986 av Walker Books art director att hitta på en figur med så särpräglade drag att han skulle kunna hamna i fokus på bilder av folksamlingar. Efter mycket funderande kläckte han idén om "Wally", en globetrotter och tidsresenär som alltid var klädd i rött och vitt.
Det kunde ta uppemot åtta veckor att rita en tvåsidorsteckning av den försvunne Wally och figurerna runtomkring honom.
Den första boken, Where's Wally publicerade måndagen den 21 september 1987. När böckerna senare gavs ut i USA fick Wally byta namn till Waldo. På svenska har figuren omväxlande kallats Waldo, Hugo och Valle.

## Lista över framträdanden

### Böcker
Det finns för närvarande (2015) sju böcker om Waldo. Allihop innehåller omkring ett dussin miljöer där Waldo har gömt sig. Varje bok har dessutom flera andra föremål gömda, vilket gör att läsaren kan gå igenom boken flera gånger på jakt efter ytterligare fynd.
1. Where's Wally? (amerikansk titel: "Where's Waldo?") (1987)
2. Where's Wally Now? (amerikansk titel: "Find Waldo Now", senare under titeln "Where's Waldo Now?" later) (1988)
3. Where's Wally? The Fantastic Journey (amerikansk titel: "The Great Waldo Search") (1989)
4. Where's Wally in Hollywood? (amerikansk titel: "Where's Waldo in Hollywood?") (1993)
5. Where's Wally? The Wonder Book (amerikansk titel: "Where's Waldo? The Wonder Book") (1997)
6. Where's Wally? The Great Picture Hunt! (amerikansk titel: "Where's Waldo? The Great Picture Hunt!") (2006)
7. Where's Wally? The Incredible Paper Chase (amerikansk titel: "Where's Waldo? The Incredible Paper Chase") (2009)

Senare har böckerna tryckts om i flera varianter, inklusive jubileumsböcker.
Dessutom finns det flera böcker, där Waldo-teckningar varvas med andra lekar och aktiviteter.